# 日尾開発
日尾開発株式会社（ひおかいはつ）は、愛媛県松山市内で温浴事業を営業していた伊予鉄グループの企業。現在は既に解散している。本社・事業所は愛媛県松山市南久米町3-1にあった。
伊予鉄グループでは1963年から東道後ファミリー温泉の名で温浴施設を運営していたが、老朽化しリニューアルの必要性があったことと、健康ランドブームに乗る形で、1990年に「松山いよてつ健康ランド」としてリニューアルして運営していた。他の温浴施設が、手軽さを売り物にしているのに対して、同施設はややグレードの高い施設・設備を擁し、他との違いを打ち出した。
ただ、同施設開業後も松山市およびその近郊に他の温浴施設が多数登場し、施設間の競争が激化したこともあって、2005年8月、閉鎖の方針を発表。公式営業は2005年9月30日が最後となり、2005年10月7日に会社解散となった。
その後、その跡地に伊予鉄道（当時）が土地建物を賃貸する形で「湯快爽快いよてつの湯」という新たな温泉施設を営業していたが、一旦閉鎖の後、そらともりの経営による「東道後のそらともり」という名称で新たに営業している。